# 庫特爾沃省

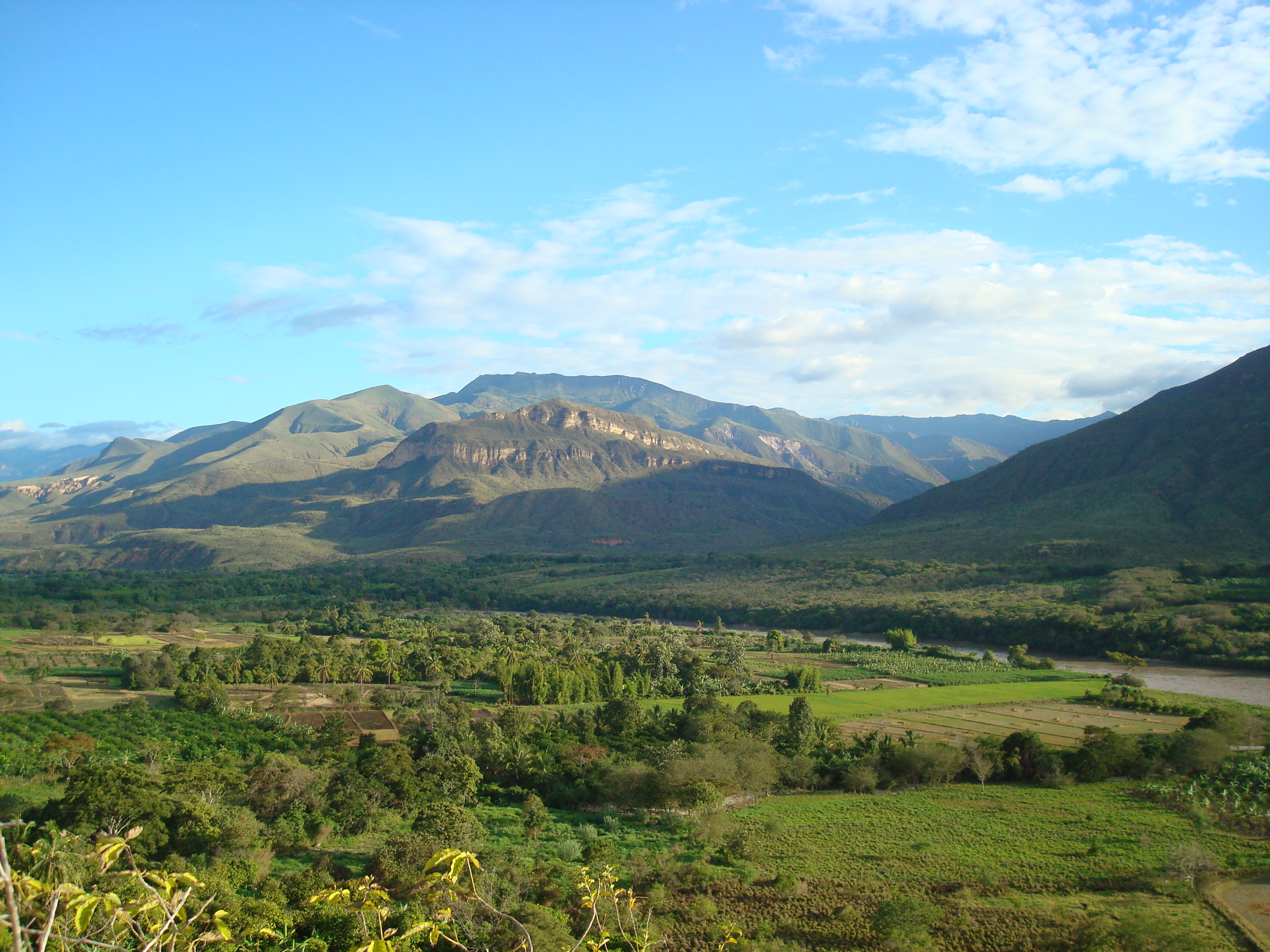

6°22′12″S 78°49′12″W / 6.37000°S 78.82000°W
庫特爾沃省（西班牙語：Provincia de Cutervo），是秘魯的省份，位於該國北部卡哈馬卡大區，首府是庫特爾沃，始建於1910年10月22日，面積3,028平方公里，2007年人口138,213，人口密度每平方公里45.64人。